# Ekspansyny
Ekspansyny (z łac. expando, sup. expansum "rozrastać się") – grupa białek o masie 29-30 kDa, obecnych w ścianie komórkowej roślin, odpowiedzialnych za wzrost komórki roślinnej związany z rozluźnieniem struktury ściany komórkowej.  Wyróżniane są cztery rodziny ekspansyn: α-ekspansyny, β-ekspansyny, ekspansyny typu A i ekspansyny typu B. Ekspansyny α i β mają wykazaną doświadczalnie zdolność rozluźniania ścian komórkowych. Pozostałe dwie rodziny zostały poznane jedynie jako sekwencje genów. Zwykle cząsteczka ekspansyny składa się z 250-275 reszt aminokwasowych tworzących dwie domeny.

## Funkcja
Ekspansyny zostały zidentyfikowane jako czynnik odpowiedzialny za wzrost objętościowy komórek, tzw. wzrost kwasowy. Najwyższą aktywność biologiczną ekspansyny wykazują przy niskim pH. Wzrost kwasowy indukowany jest przez auksyny, które powodują zarówno obniżenie pH apoplastu, jak i rozluźnienie struktury ściany komórkowej. Rozciągnięcie ściany komórkowej następuje pod wpływem turgoru po jej rozluźnieniu przez ekspansyny. Rola ekspansyn we wzroście kwasowym została potwierdzona przy wykorzystaniu roślin modyfikowanych genetycznie w doświadczeniach, polegających na wprowadzeniu dodatkowego genu ekspansyny, co prowadzi do wzmożenia wzrostu lub wyciszeniu genów komórki co skutkuje zahamowaniem wzrostu rośliny.
Poza wzrostem objętościowym komórki ekspansyny uczestniczą w procesie mięknięcia owoców, odcinanie liści, kiełkowaniu nasion, wzrostu łagiewki pyłkowej, formowania ksylemu, tworzenia połączenia korzeni z organizmem grzyba w mikoryzie, formowaniu się brodawek korzeniowych tak zwanym zmartwychwstaniu Craterostigma plantagineum po wysuszeniu tkanek wegetatywnych. Mogą być również cząstką sygnałową dla roślin pasożytniczych.